# Herb Śląska

Herb Dolnego Śląska i Górnego Śląska w przedstawieniu rodzajowym

Herb Śląska – znak rozpoznawczy, wywodzący się z rodowych herbów Piastów śląskich. Po raz pierwszy wizerunku orła użył na swej pieczęci książę opolski Kazimierz I w 1222 roku. Jest to też najstarszy wizerunek orła jako godła książęcego na ziemiach polskich.
Na ziemiach Dolnego Śląska używano w herbie czarnego orła w złotym polu ze srebrną przepaską na skrzydłach często dodatkowo z białym krzyżem pośrodku (jest to rodowy znak Henryka Brodatego tzw. zgorzelec), natomiast ziemie Górnego Śląska przyjmowały na ogół orła złotego w błękitnym polu. W części niemieckiej Górnego Śląska w latach 1919-1945 tarcza na herbie pruskiej prowincji Górnego Śląska przegrodzona została w połowie ostrzem kosy, poniżej którego znajdowało się godło górnicze. W polskiej tradycji zazwyczaj orzeł śląski nie jest ukoronowany, w czeskiej (vide: wielki herb Czech oraz herb Śląska Austriackiego) i niemieckiej na ogół przeciwnie (patrz: ikonografia poniżej).
Barwy ziem powiązane są z kolorystyką ich tarcz herbowych. Dolny Śląsk używa koloru srebrnego – od przepaski na piersi orła, godła księcia Henryka Brodatego –  i złotego od pola tarczy herbowej. Z kolei Śląsk Górny odpowiednio złotego i błękitnego. W czasach pruskich jednolita prowincja śląska (a później dolnośląska) używała flagi z dwoma pasami (poziomymi) równej szerokości: srebrnym u góry i złotym u dołu, natomiast górnośląska flagi z pasem żółtym u góry i błękitnym u dołu. W tradycji przyjęło się, że herb i barwy dolnośląskie używane są jednocześnie jako symbole Śląska jako całości.
Obecnie tradycyjny herb Piastów dolnośląskich (czarny orzeł na złotym tle) możemy zaobserwować na:
- herbie województwa dolnośląskiego,
- herbie kraju śląsko-morawskiego,
- herbie kraju ołomunieckiego,
- herbie Czech
- herbie Liechtensteinu.

Orzeł Piastów górnośląskich - żółty (złoty) orzeł na błękitnym tle - znajduje się w herbie województwa śląskiego i herbie województwa opolskiego (herb nawiązuje do herbu księcia Jana II Dobrego). Obie wersje herbów często występują w herbach i/lub flagach miejscowości, gmin i powiatów położonych na Śląsku (a w niektórych przypadkach również poza historycznym Śląskiem - np. herb Żywca należącego dawniej do rządzonych przez śląskich Piastów księstw cieszyńskiego i oświęcimskiego czy herb Oświęcimia, zawierający dwie połówki górnośląskiego orła), a także na flagach urzędowych województwa opolskiego i śląskiego.
W herbie Czech znajduje się czarny orzeł ze srebrną przepaską z krzyżem oraz koroną na głowie, symbolizująca Śląsk (w heraldyce czeskiej cz. orel posiada dwie głowy, a cz. orlice jedną).

## Galeria herbów dolnośląskich (i historycznego Śląska)

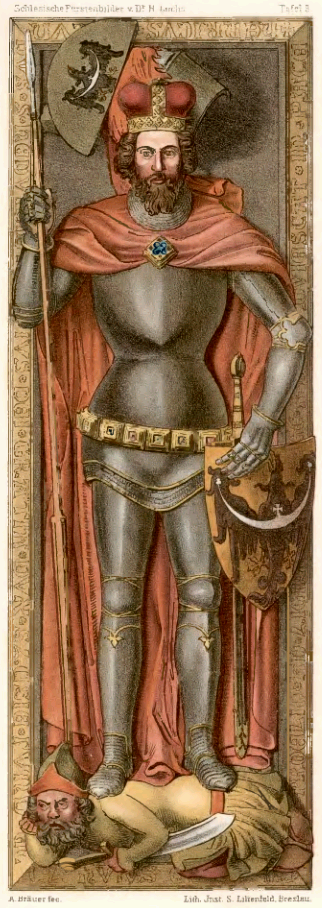
Herb na nagrobku księcia Henryka Pobożnego
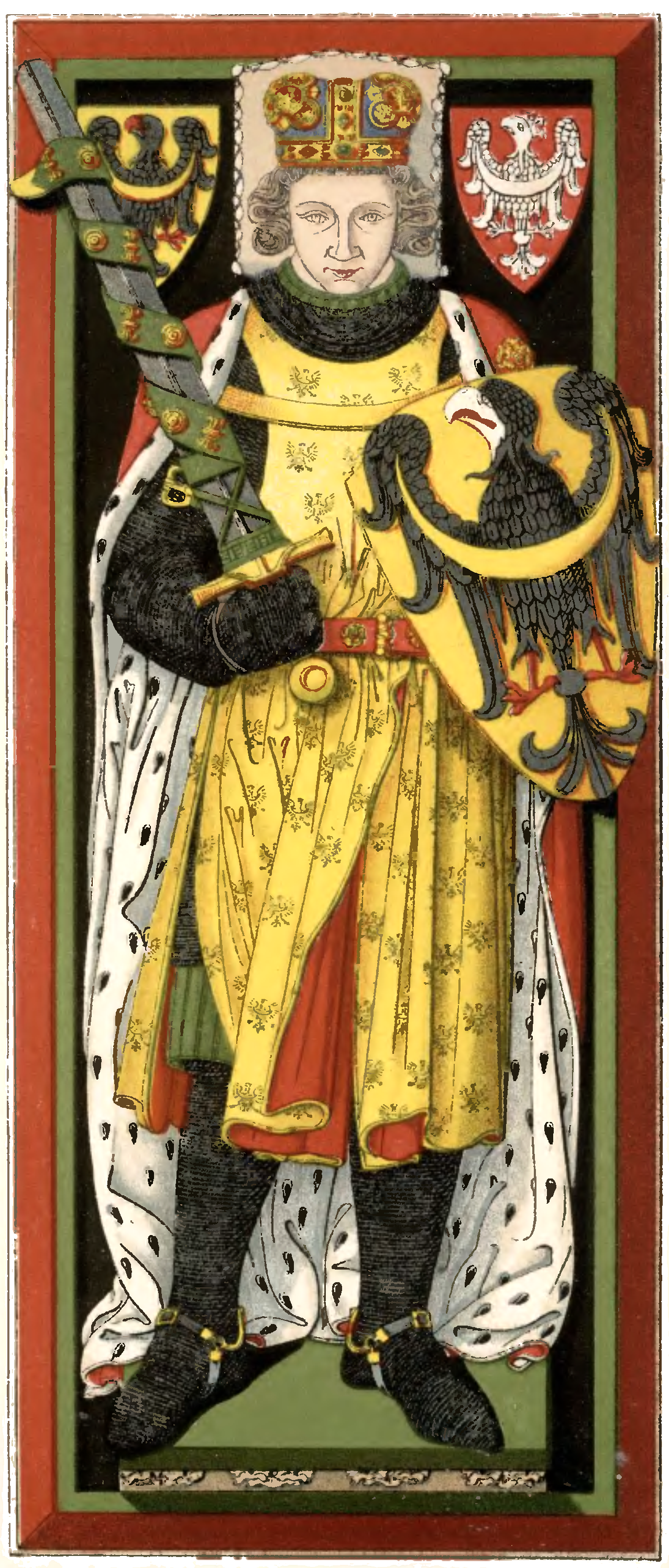
Herb Śląska na nagrobku Henryka Prawego z XIII w.
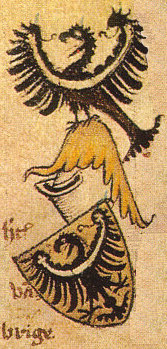
Herb księcia brzeskiego Ludwika I(ok. 1370–1395)
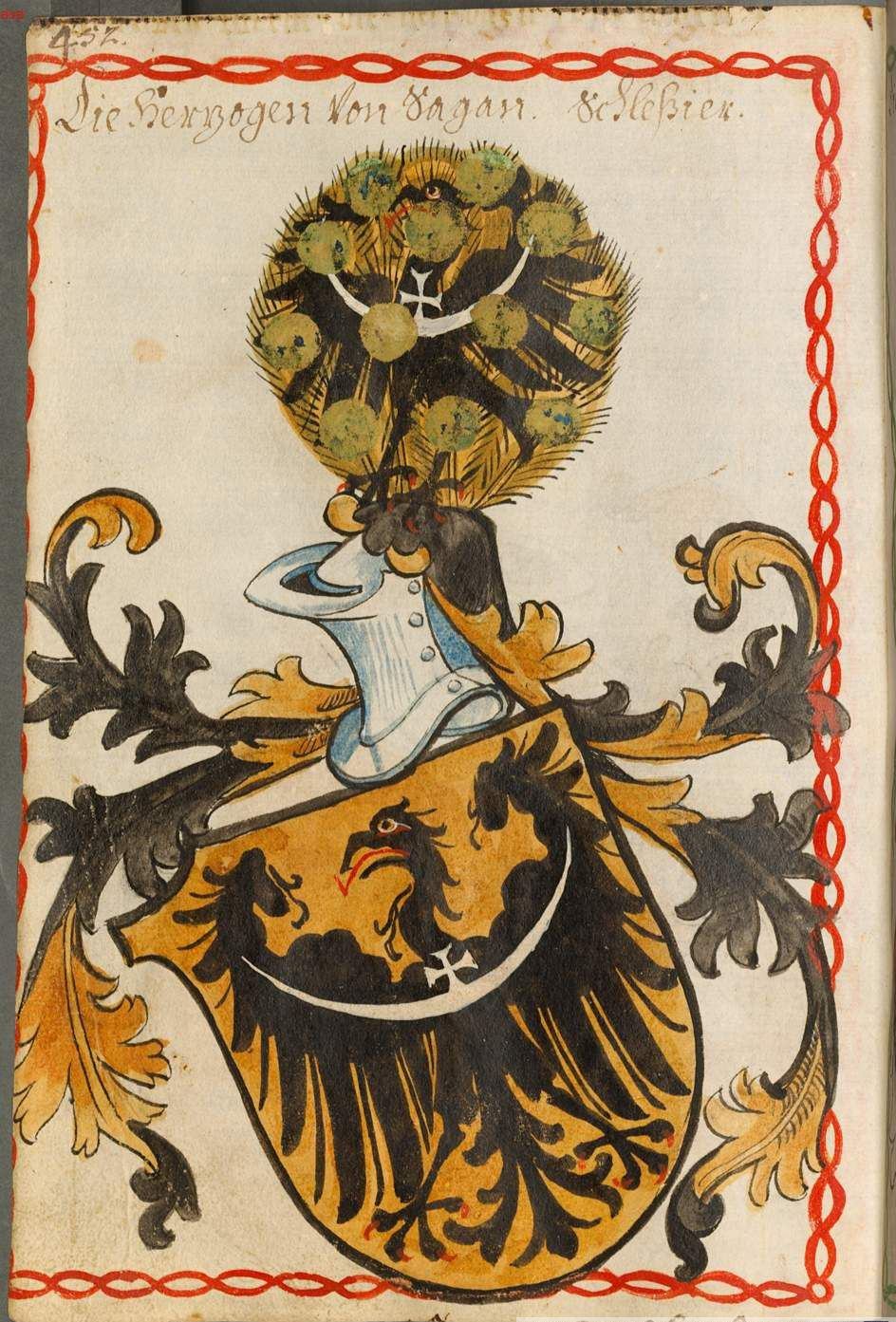
Herb księcia żagańskiego (ok. 1450–1580)
Herb Śląska na tarczy herbowej króla Węgier Macieja Korwina
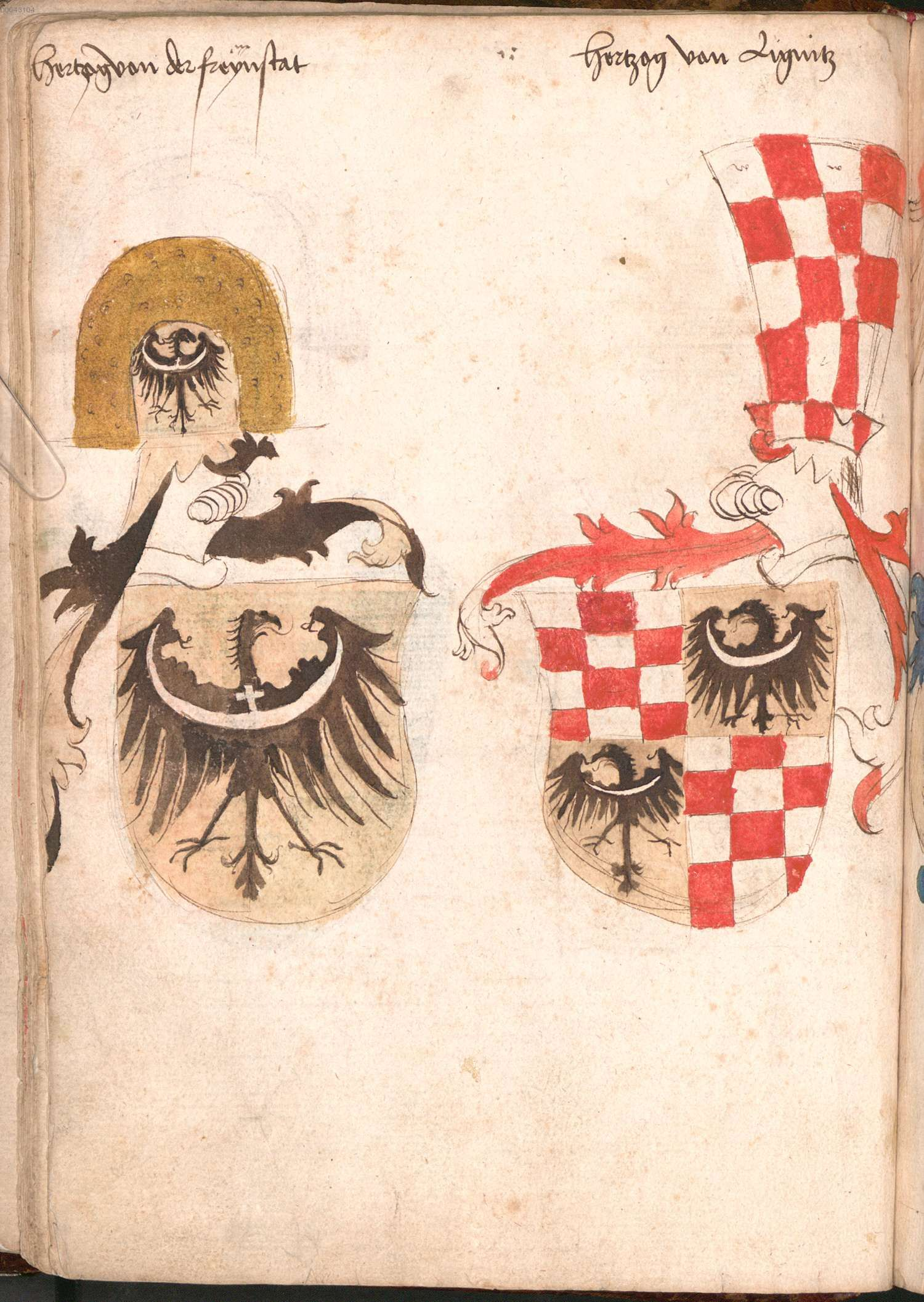
Herb księcia legnickiego w Herbarzu Wernigerodzkim (ok. 1475–1500)
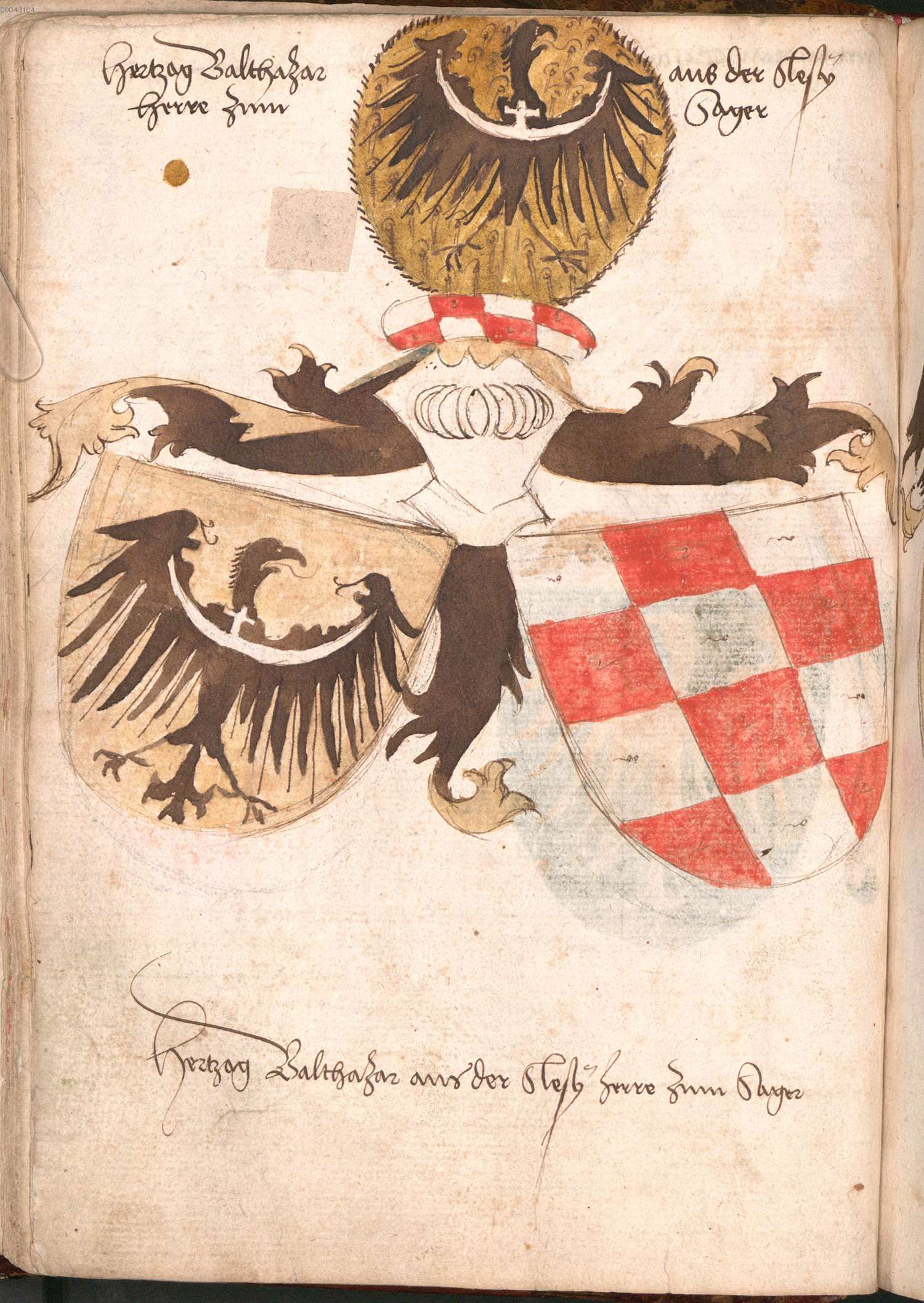
Herb księcia Baltazara w Herbarzu Wernigerodzkim (ok. 1475–1500)
Herb Śląska z mapy Willema Blaeu (ok. 1645)
herb Piastów z linii głogowskiej
herb Piastów z linii legnicko-brzeskiej
Herb Piastów z linii świdnicko-jaworskiej
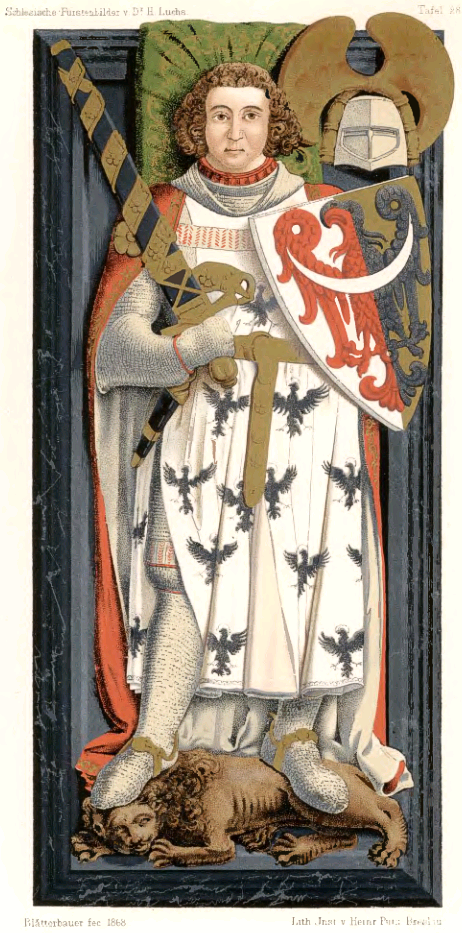
Herb Piastów z linii świdnicko-jaworskiej na nagrobku Bolka I Surowego
Herb Piastów z linii świdnicko-jaworskiej (po 1368 r.)
Herb Dolnego Śląska i Śląska Austriackiego[4] według H. Ströhla XIX w.
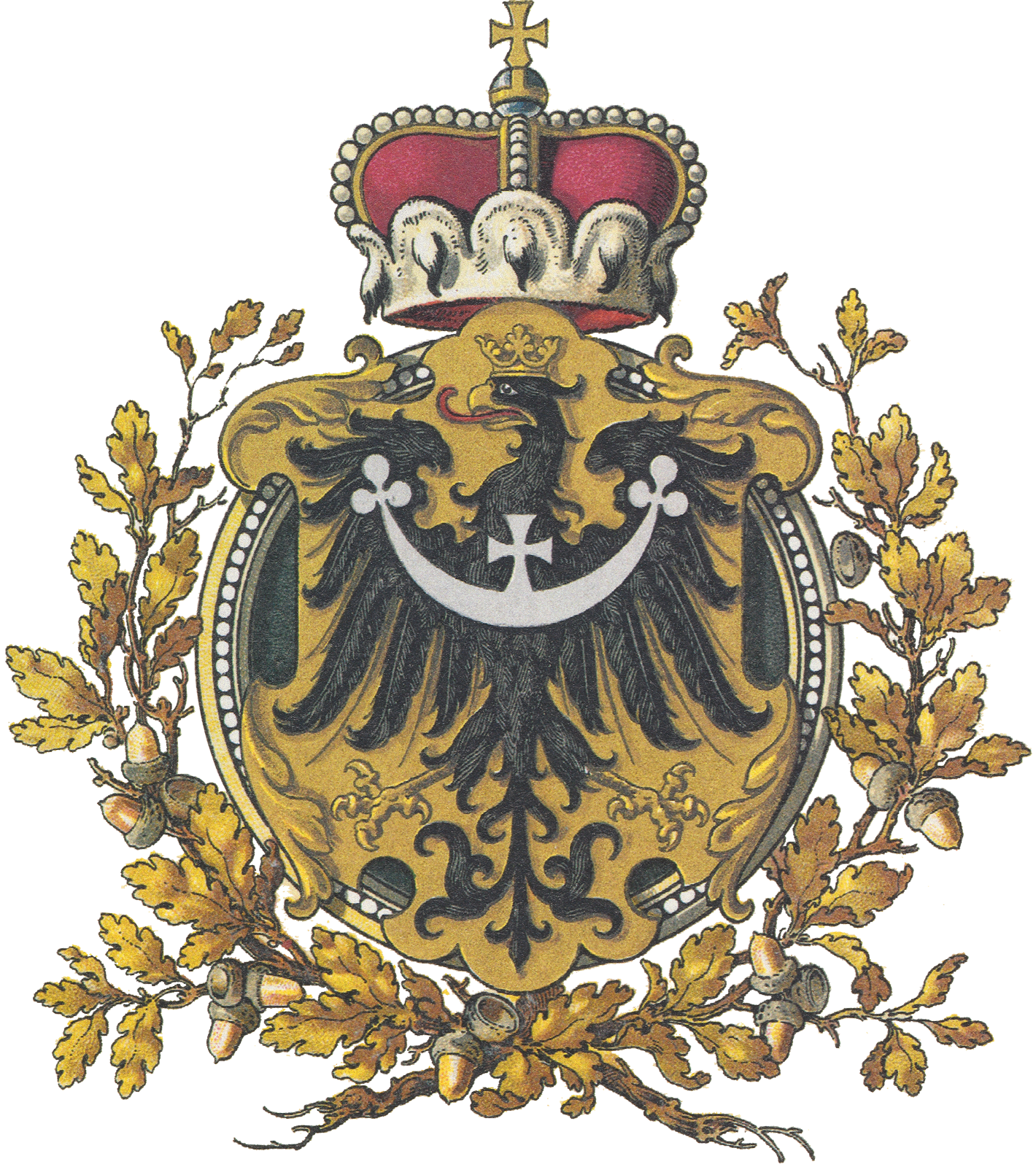
Inna wersja herbu Księstwa Dolnego i Górnego Śląska według H. Ströhla, koniec XIX w.
Herb w godle pruskiej prowincji Śląsk
Wycięty z herbu Czech herb Śląska Czeskiego
Herb województwa dolnośląskiego od 2009 r. (po uwagach komisji heraldycznej)
Herb powiatu brzeskiego
Herb Krain Korony Czeskiej
Średni herb Austro-Węgier (1867–1915)
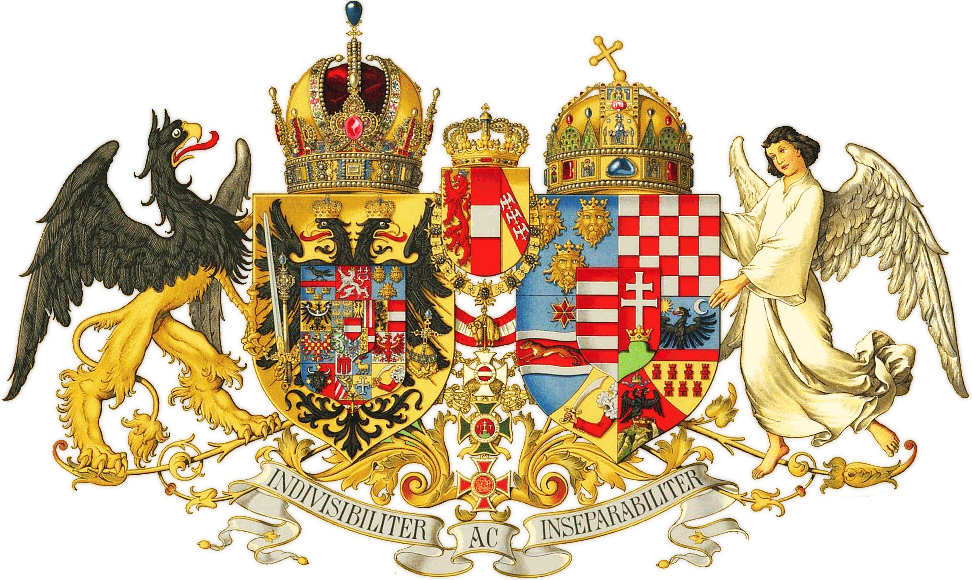
Wielki herb Austro-Węgier (1915–1918)
Wielki herb Liechtensteinu
Wielki herb Czech
Średni herb Czechosłowacji (1918–1938)
Herb kraja morawsko-śląskiego
Herb kraja ołomunieckiego
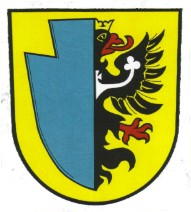
Herb Čermnej ve Slezsku
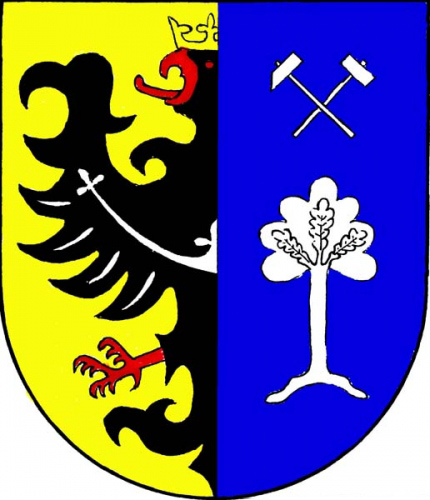
Herb Dąbrowy
Herb powiatu Görlitz
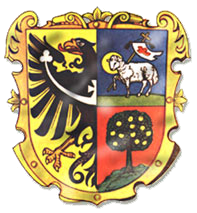
Herb Jabłonkowa
Herb Jesionika
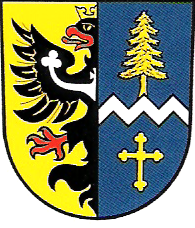
Herb Łomnej Górnej
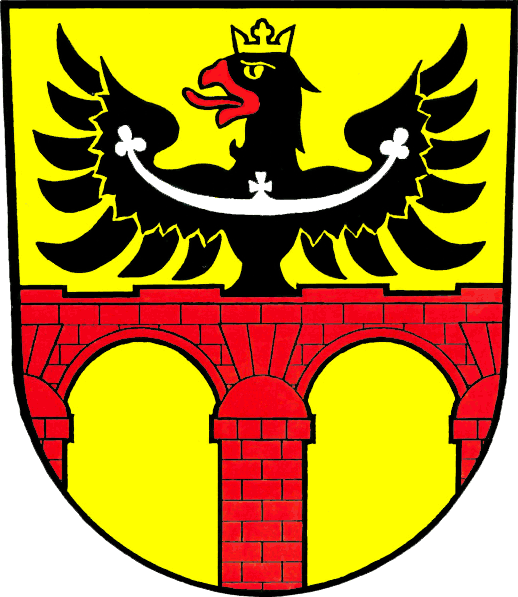
Herb Mostów koło Jabłonkowa
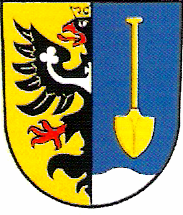
Herb Piosku
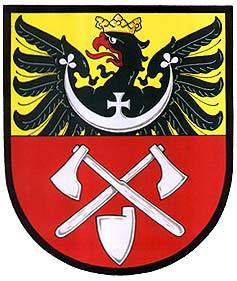
Herb Slatiny
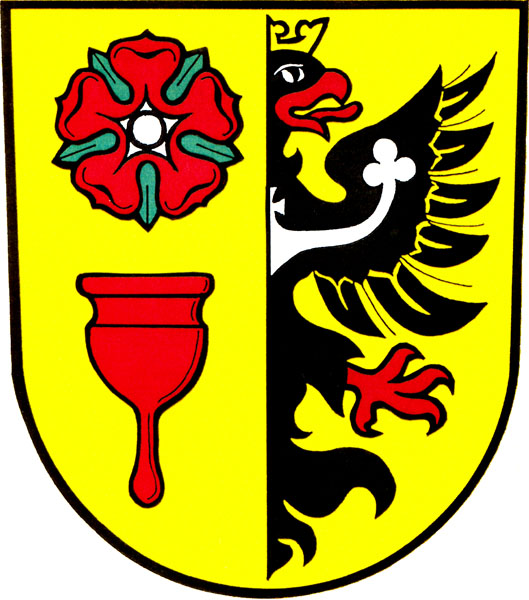
Herb Supíkovic
Herb Wrocławia
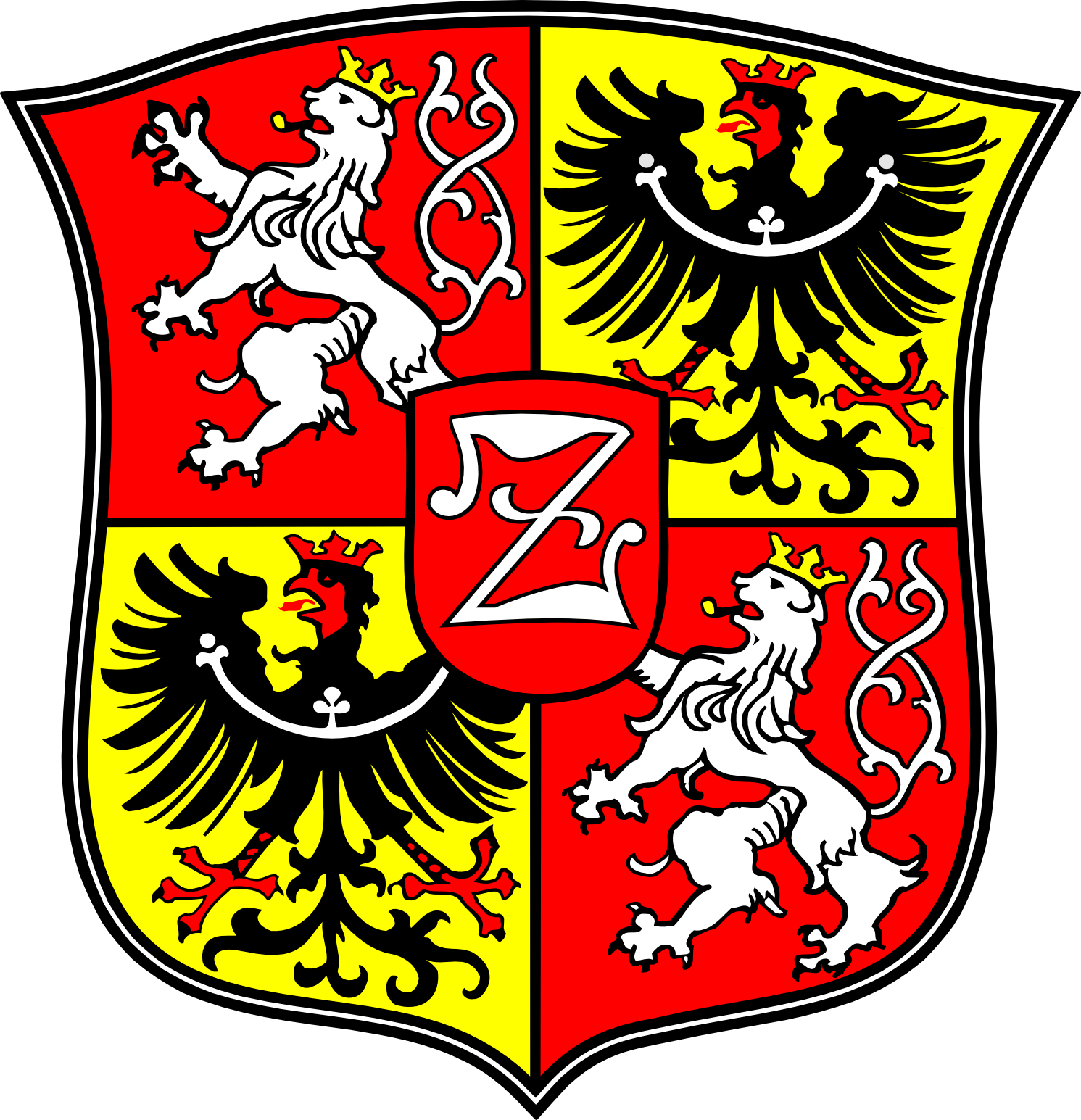
Herb Żytawy

## Galeria herbów górnośląskich

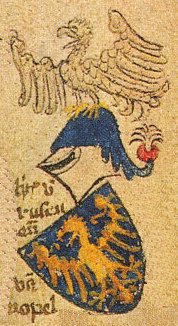
Herb księcia Władysława Opolczyka z XIV wieku
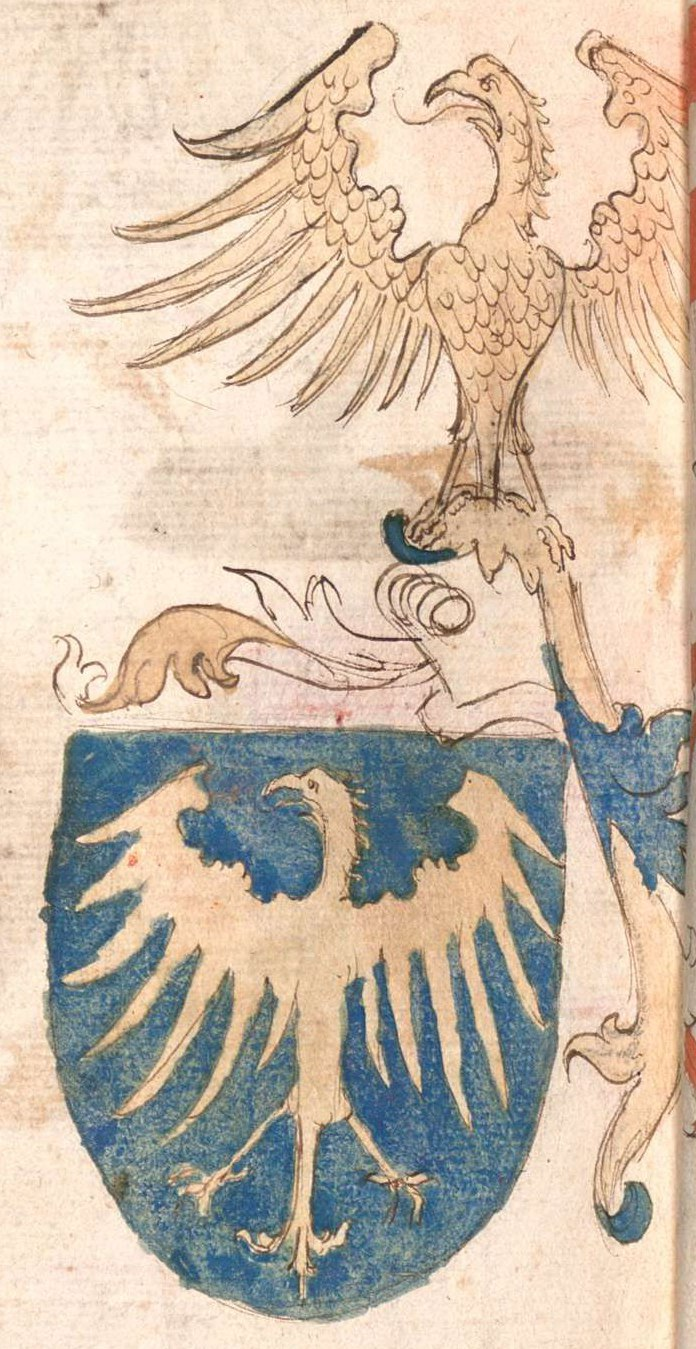
Herb księcia cieszyńskiego (ok. 1475–1500)
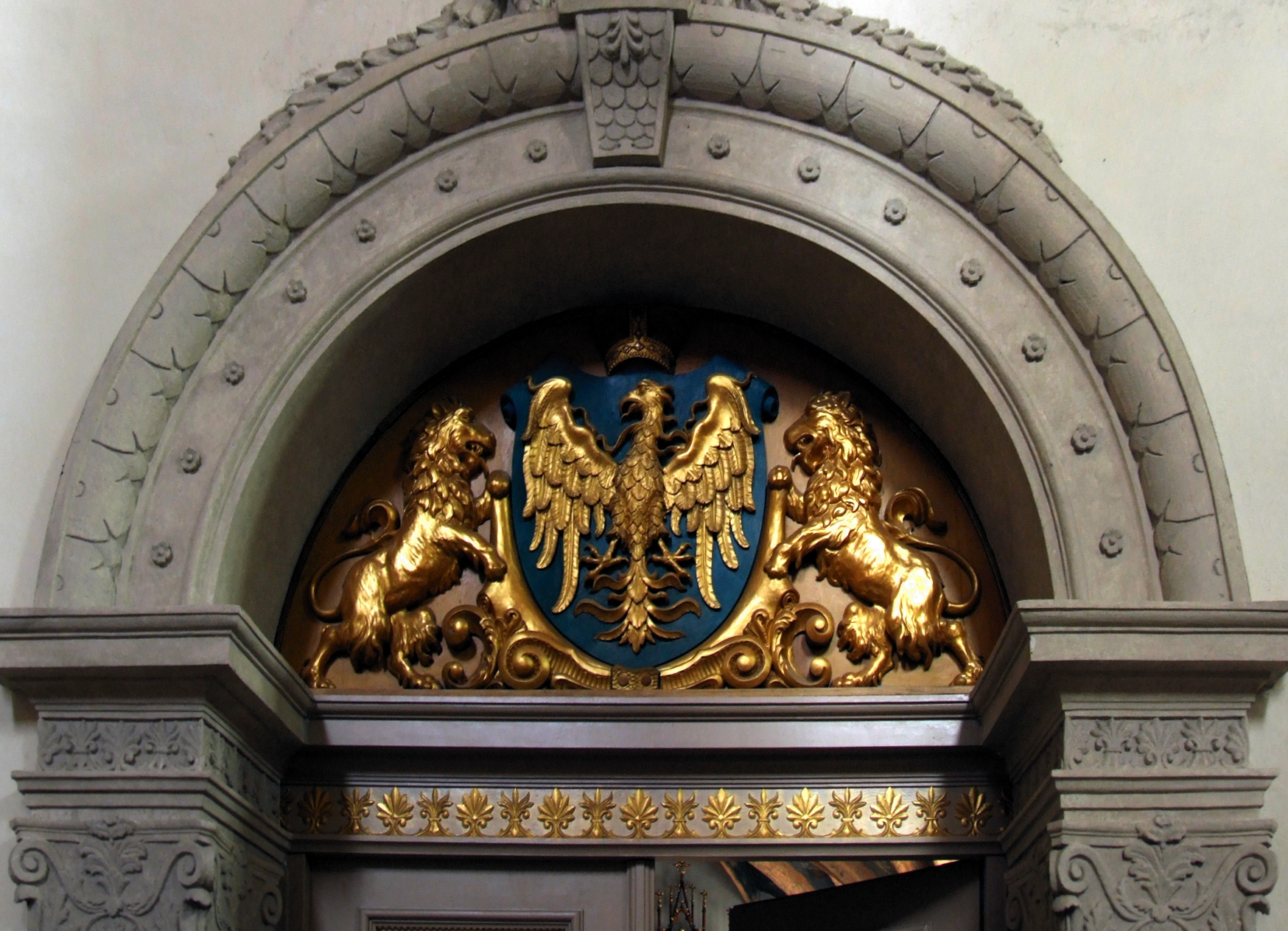
Herb z wejścia do kaplicy piastowskiej w kościele franciszkańskim w Opolu
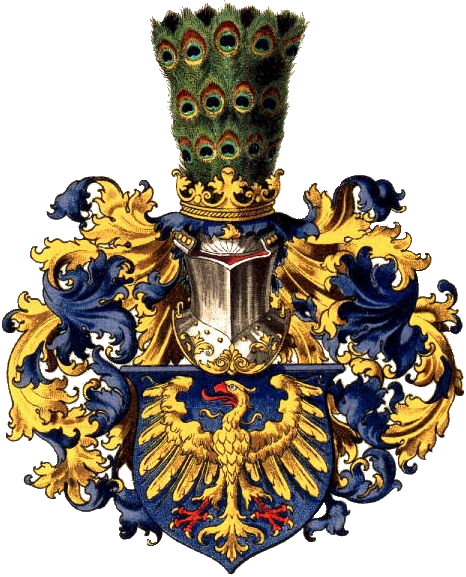
Herb Górnego Śląska według H. Ströhla XIX w.
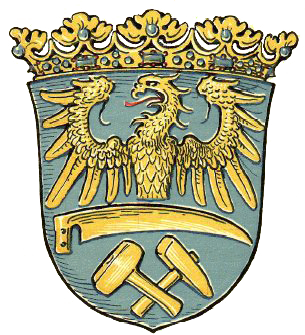
Herb pruskiej prowincji górnośląskiej po 1919 r.
Zatwierdzony projekt herbu województwa śląskiego w II Rzeczypospolitej (1929)
Herb Krain Korony Czeskiej
Wielki herb Czechosłowacji (1918–1938)
Herb województwa katowickiego
Herb województwa śląskiego
Herb województwa opolskiego
Herb Prowincji Górny Śląsk
Herb kraju morawsko-śląskiego
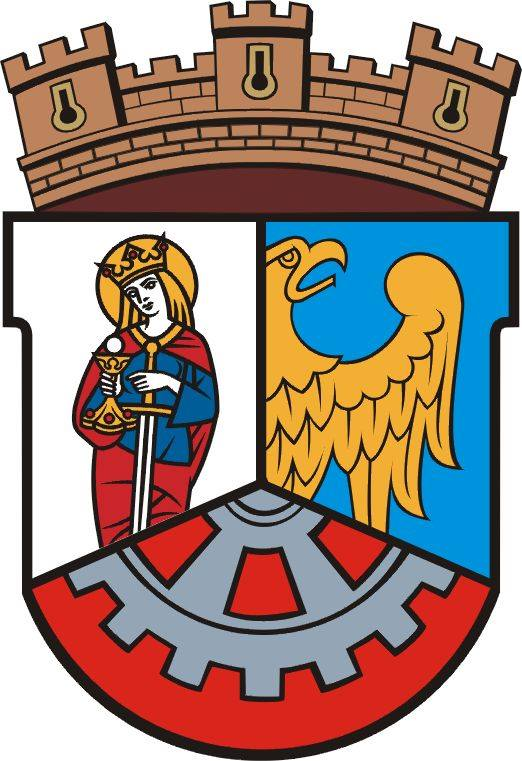
Herb Nowego Bytomia
Herb Cieszyna
Herb powiatu cieszyńskiego
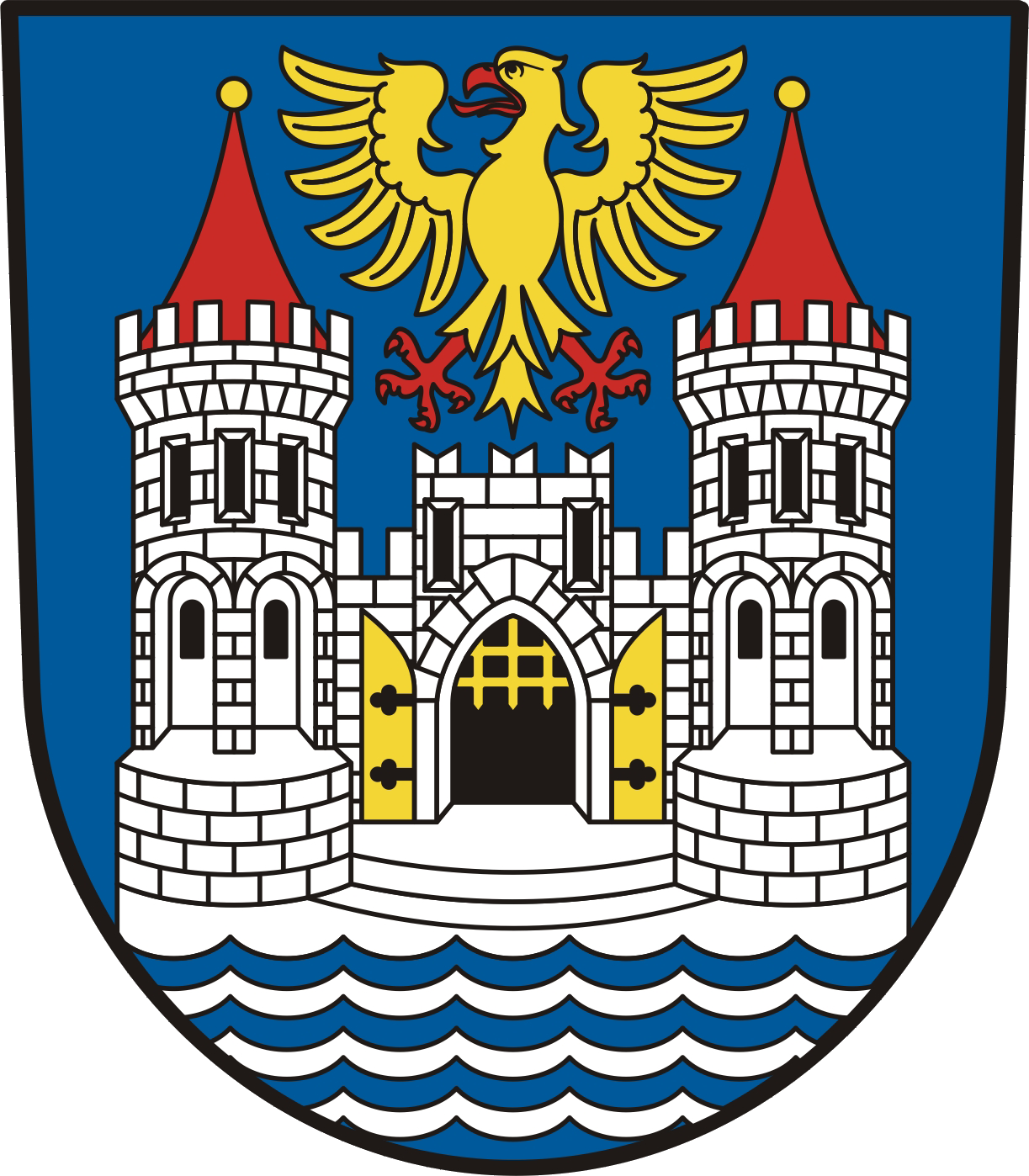
Herb Czeskiego Cieszyna
Herb Bielska-Białej
Herb Brzeszcz
Herb Bukowca
Herb Bystrzycy
Herb Bytomia
Herb Czechowic-Dziedzic
Herb Częstochowy
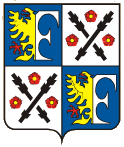
Herb Frydka-Mistka
Herb Gliwic
Herb Chorzowa
Herb Karwiny
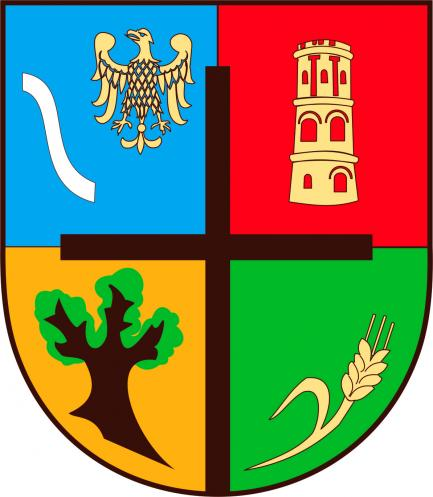
Herb Krzyżanowic
Dawny herb Kęt
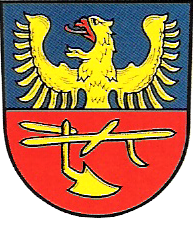
Herb Ligotki Kameralnej
Herb Łomnej Dolnej
Herb powiatu mikołowskiego
Herb Nydka
Herb Opola
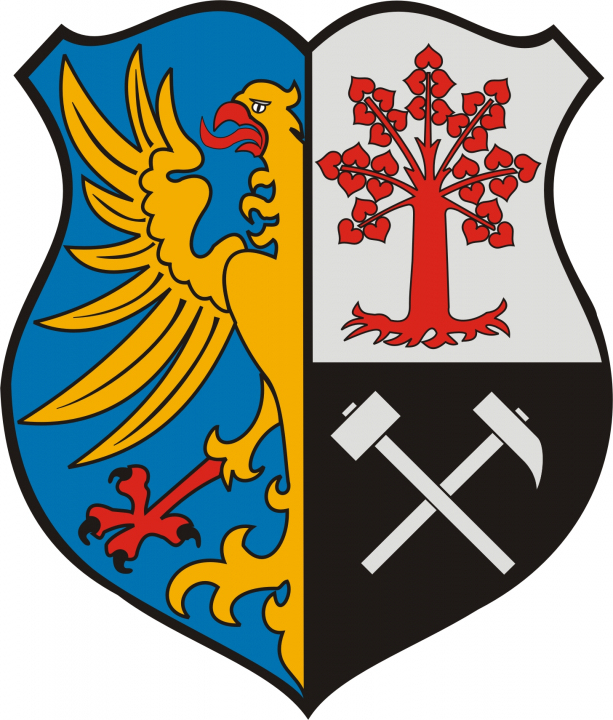
Herb Orłowej
Herb Ostrawy-Radwanic i Bartowic
Herb Oświęcimia
Herb Pietwałdu
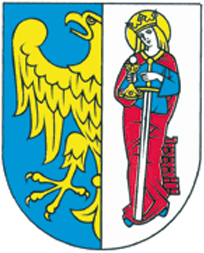
Herb Rudy Śląskiej
Herb Skoczowa
Herb Świętochłowic
Herb Wodzisławia Śląskiego
Herb Kuźni Raciborskiej
Herb Pszczyny
Herb powiatu raciborskiego
Herb Trzyńca
Herb Wedryni
Herb Żor
Herb Żywca